# Sandra Spuzich
Sandra Spuzich, född 3 april 1937 i Indianapolis i Indiana, död 6 oktober 2015, var en amerikansk golfspelare.
Spuzich vann majortävlingen US Womens Open 1966 med ett slag före Carol Mann.

## Meriter

### Majorsegrar
- 1966 US Womens Open

### LPGA-segrar
- 1969 Buckeye Savings Golf Invitational
- 1974 Lady Tara Golf Classic
- 1977 Lady Keystone Golf Open
- 1980 Barth Golf Classic
- 1982 Corning Golf Classic, Mary Kay Golf Classic

### Övriga segrar
- 1966 Haig and Haig Scotch Mixed Foursome Golf (med Jack Rule)

| Majorsegrare genom tiderna                                                                                      |               |                |              |               |
| 100 olika spelare har vunnit i damernas majortävlingar. Sandra Spuzich var den 32:a spelaren som vann en major. |               |                |              |               |
| 1:a | 31:a          | 32:a           | 33:e         | 100:e         |
| Mrs. Lee Mida                                                                                                   | Sandra Haynie | Sandra Spuzich | Gloria Ehret | Paula Creamer |
| Lista över golfens majorsegrare                                                                                 |               |                |              |               |